# NGC 3100
NGC 3100 (ook wel NGC 3103) is een lensvormig sterrenstelsel in het sterrenbeeld Luchtpomp. Het hemelobject werd op 16 februari 1836 ontdekt door de Britse astronoom John Herschel.

## Synoniemen
- NGC 3103
- ESO 435-30
- MCG -5-24-18
- AM 0958-312
- PGC 28960